# 卡米拉·基蒂瓦·克恩
卡米拉·基蒂瓦·克恩（1995年9月22日—），小名Milly，為泰國One 31頻道旗下的德泰混血女演員及模特。其雙胞胎妹妹為同為演員的妮可·基蒂瓦·克恩。代表作有《紅石坊》、《真愛不忘》與《凶煞吉時》等。

## 早期生活
Milly於1995年9月22日出生於香港，為泰國著名前模特Rungnapa Kittivat的雙胞胎女兒，而Milly是雙胞胎中的姊姊。Milly於香港出生長大，直至7歲才搬回泰國。高中畢業於Wattana Wittaya School，目前於曼谷大學傳播藝術學院主修英語。

## 演藝經歷
因媽媽是模特的緣故，Milly自幼時便有機會與妹妹Nicole經常和媽媽一起工作或出席社交場合。直到業內人士邀約，姊妹倆才開始拍攝MV與擔任雜誌的平面模特。終於在2015年，兩人於泰國第7電視台主演她們的首部電視劇《紅石坊》，並在該劇中分別飾演雙胞胎姊妹Pon與Pen。
2017年，Milly與泰國第7電視台的合約到期，成為自由藝人。
2018年，與One 31簽約，成為旗下藝人。

## 影視作品

### 電視劇
| 首播年份 | 戲名             | 戲名   | 播放平台 | 角色                          | 備註 |
| 首播年份 | 譯名             | 原文名 | 播放平台 | 角色                          | 備註 |
| 2015年   | 《紅石坊》       |        | Ch7HD    | Pon                           | 主演 |
| 2016年   | 《快樂生活》     |        | Ch7HD    | Cheun Cheewa                  | 主演 |
| 2017年   | 《望天樹的房子》 |        | Ch7HD    | Rasika（現代）/ Payom（前世） | 主演 |
| 2018年   | 《愛之絲慮》     |        | One 31   | Yingyor                       | 主演 |
| 2019年   | 《真愛不忘》     |        | One 31   | Baifern （Fern）              | 主演 |
| 2019年   | 《凶煞吉時》     |        | One 31   | Run                           | 主演 |
| 2022年   | 《深宅紳士》     |        | One 31   | Ruangkaw                      | 主演 |
| 待公布   | 《閃耀之屋》     |        | One 31   |                               | 主演 |

## 音樂錄影帶
| 年份   | 歌名      | 歌手           |
| 2003年 |           | Armchair       |
| 2010年 | Blank     | Faye Fang Kaew |
| 2011年 | Deception | XIS            |
| 2013年 | Gugg      | Tor+ Saksit    |

## 外部連結
- 卡米拉·基蒂瓦·克恩於One 31的簡介 （页面存档备份，存于）（泰文）
- 卡米拉·基蒂瓦·克恩的Instagram帳戶（泰文）